# Parliament House (Adelaide)

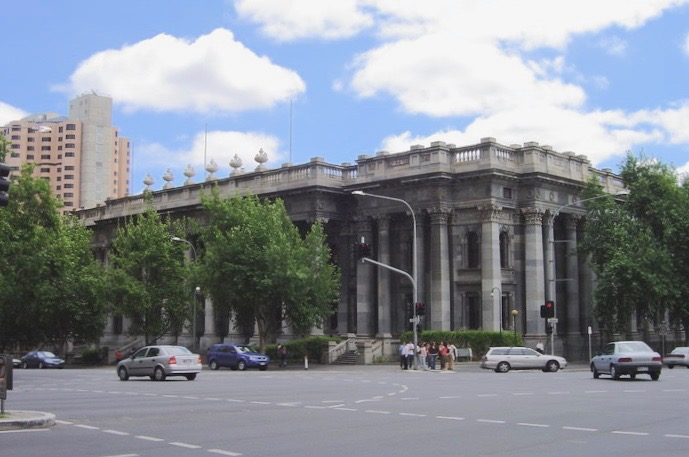
Parliament House

Das Parliament House in Adelaide ist der Sitz des Parlaments von South Australia. Es wurde errichtet, um das überfüllte Old Parliament House zu ersetzen. Aus finanziellen Gründen fand der Bau des Gebäudes etappenweise in einem Zeitraum von mehr als 65 Jahren statt. Es handelt sich um eines der größten Parlamentsgebäude in Australien.

## Geschichte
Im Jahre 1874 beauftragte der Gouverneur von South Australia eine Kommission damit, einen Wettbewerb auszutragen, um auf diese Weise ein Design für das Gebäude zu finden. Edmund Wright, ein prominenter Adelaider Architekt, gewann zusammen mit seinem Partner Lloyd Taylor diesen Wettbewerb. Sein Plan beinhaltete Säulen der Korinthischen Ordnung, beeindruckende Türme und eine große Kuppel. Da die damals verfügbaren finanziellen Mittel zur vollständigen Umsetzung des Konzepts nicht ausreichten, wurden die Türme und die Kuppel aber letztendlich weggelassen. Gelegentliche Bestrebungen, dem Bauwerk die Kuppel doch noch hinzuzufügen, wurden nie in die Tat umgesetzt. Als Baumaterialien wurden Marmor aus Kapunda und Granit von West Island verwendet.
Bei der Errichtung wurde 1874 mit dem Westflügel begonnen. Dieser Teil des Gebäudes wurde 1889 fertiggestellt, wobei sich die Kosten auf 165.404 Pfund beliefen. Der Westflügel bestand aus einer neuen Kammer für das House of Assembly und den zugehörigen Büroräumen. Die Sitzungen des Legislative Council fanden weiterhin im angrenzenden Old Parliament House statt. Wegen der Wirtschaftskrise in den 1890er-Jahren konnte der Bau nicht fortgeführt werden. Infolgedessen wurden Pläne für den Ostflügel erst 1913 angefertigt. Durch den Ersten Weltkrieg verzögerte sich die Weiterführung des Bauvorhabens erneut.
In den 1930er-Jahren konnte das Projekt durch einen Zuschuss von Sir John Langdon Bonython in Höhe von 100.000 Pfund wieder aufgenommen werden. Zu dieser Zeit schwächte es auch die Massenarbeitslosigkeit, unter der Australien im Zuge der Weltwirtschaftskrise litt, ab. Die Arbeiten am Ostflügel begannen 1936, als South Australia sein hundertjähriges Bestehen feierte, und waren 1939 beendet. Die Kosten beliefen sich hierbei auf 241.887 Pfund.
Am 5. Juni 1939 fand in Anwesenheit von Lord Gowrie, dem damaligen australischen Generalgouverneur, die feierliche Eröffnung des fertiggestellten Parlamentsgebäudes statt.